# Santa Fe (Leyte)
Santa Fe ist eine philippinische Stadtgemeinde in der Provinz Leyte. Sie hat 20.439 Einwohner (Zensus 1. August 2015). Die Gemeinde liegt im ausgedehnten Leyte-Sab-a-Becken.

## Baranggays
Santa Fe ist politisch in 20 Baranggays unterteilt.
| - Baculanad - Badiangay - Bulod - Catoogan - Katipunan - Milagrosa - Pilit - Pitogo - Zone 1 (Pob.) - Zone 2 (Pob.) | - Zone 3 (Pob.) - San Isidro - San Juan - San Miguelay - San Roque - Tibak - Victoria - Cutay - Gapas - Zone 4 Pob. (Cabangcalan) |